# Woleu-Ntem
Woleu-Ntem je jedna z 9 provincií v Gabonu. Rozkládá se na území o rozloze 38 465 km² a jejím hlavním městem je Oyem. Je to nejsevernější provincie v zemi a tím pádem jediná, která sousedí s Kamerunem. Sousedí také s Kongem a Rovníkovou Guineou.

Woleu-Ntem na mapě Gabonu
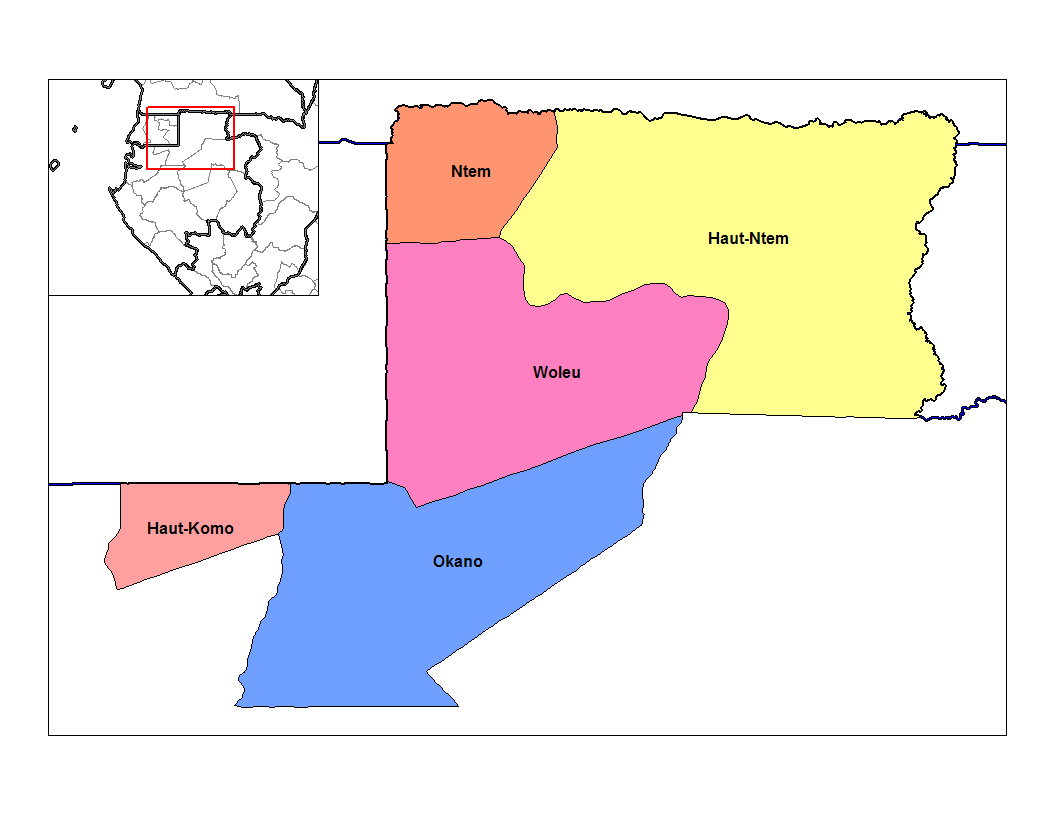
Departmenty provincie Woleu-Ntem

## Departmenty
Provincie je rozdělena do 5 departmentů:
- Haut-Komo (Medouneu)
- Haut-Ntem (Minvoul)
- Ntem (Bitam)
- Okano (Mitzic)
- Woleu (Oyem)